# اوسیمرتینیب
اوسیمرتینیب (انگلیسی: Osimertinib) با نام تجاری تاگریسو (Tagrisso) دارویی است که برای درمان «سرطان ریه از نوع سلول غیر کوچک» با جهش‌های خاص ژنتیکی استفاده می‌شود. این دارو، یک بازدارنده تیروزین-کیناز نسل سوم گیرنده فاکتور رشد اپیدرمی است که توسط شرکت آسترازنکا ساخته شد و در سال ۲۰۱۷ توسط سازمان غذا و داروی آمریکا و کمیسیون اروپا تأیید شد.

## موارد مصرف
اوسیمرتینیب برای درمان «سرطان ریه از نوع سلول غیر کوچک» (NSCLC) با متاستاز موضعی یا دوردست به کار می‌رود مشروط بر آنکه جهش ژنتیکی T790M در کُدگذاری برای گیرنده فاکتور رشد اپیدرمی یا فعال‌سازی آن موجود باشد. این جهش یا ژنتیکی است، یا آنکه اکتسابی است و در اثر مصرف سایر انواع بازدارنده‌های تیروزین-کیناز همچون جفیتینیب و آفاتینیب است.
در ایالات متحده آمریکا، پیش از تجویز اوسیمرتینیب، می‌بایست حذف اگزون ۱۹ گیرنده فاکتور رشد اپیدرمی، جهش L858R اگزون ۲۱، یا وضعیت T790M توسط یکی از روش‌های تشخیصی آزمایشگاهی تأییدشدهٔ کشوری، به اثبات رسیده باشد.
در کسانی که با اوسیمرتینیب درمان می‌شوند، ظرف حدود ۱۰ ماه، مقاومت دارویی ایجاد می‌شود که علتش عموماً جهش C797S اگزون ۲۰ است.
این دارو برای جنین مضر است و نباید در بانوان باردار استفاده شود و خانم‌هایی که می‌خواهند از این دارو استفاده کنند، باید از روش‌های جلوگیری مؤثر از بارداری بهره گیرند تا باردار نشوند.
جهت تجویز اوسیمرتینیب به کسانی که سابقه «بیماری بینابینی ریه» (ILD) دارند، جانب احتیاط باید رعایت شود؛ چرا که چنین افرادی از کارآزمایی‌های بالینی به سبب بروز بیماری بینابینی ریه شدید و پنومونیت، حذف شده بودند. در تجویز اوسیمرتینیب به کسانی که در معرض خطر سندرم کیوتی هستند نیز باید احتیاط شود، چرا که این دارو سبب بروز این سندرم می‌شود.

## عوارض جانبی
عوارض بسیار شایع این دارو (بیش از ۱۰٪ افراد در کارآزمایی‌های بالینی) شامل اسهال، استوماتیت، راش پوستی، خشکی و خارش پوست، عقربک، افتِ پلاکت‌های خون، افتِ گلبول‌های سفید و کاهش نوتروفیل‌ها است.
عارضه شایع دارو (بین ۱٪ تا ۱۰٪ افراد در کارآزمایی‌های بالینی) احتمال بروز «بیماری بینابینی ریه» (ILD) است.

## تداخلات دارویی
اوسیمرتینیب توسط آنزیم‌های کبدی CYP3A4 و CYP3A5 تجزیه می‌شود. در نتیجه، هر دارویی که این دو آنزیم را مهار کند، می‌تواند سطح اوسیمرتینیب را در خون بالا ببرد که از میان این داروها، می‌توان به آنتی‌بیوتیک‌های ماکرولیدی، داروهای ضد قارچ و برخی داروهای ضد ویروس اشاره کرد. از طرف دیگر، داروهایی نظیر ریفامپین که سبب تشدید فعالیت دو آنزیم کبدیِ یادشده می‌شوند، موجب کاهش سطح و اثربخشی اوسیمرتینیب می‌گردند.

## پژوهش
در حال حاضر (آوریل ۲۰۲۰)، چندین کارآزمایی بالینی جهت استفاده از این دارو در درمان سرطان در حالِ انجام است.

## جامعه و فرهنگ
هنگام عرضهٔ این دارو برای نخستین بار، قیمت تعیین‌شده برای آن توسط شرکت دارویی آسترازنکا، $۱۲٬۷۵۰ دلار آمریکا در ماه بود.: 59 